# 牟姓
牟姓是中文姓氏之一，在《百家姓》中排第488位，「牟」音Mu、亦作Mou。

## 名人
牟宗三、

## 延伸阅读
[在维基数据编辑]
 《百家姓》
 《欽定古今圖書集成·明倫彙編·氏族典·牟姓部》，出自陈梦雷《古今圖書集成》